# شيربي
شيربي مسلسل رسوم متحركة بلجيكي انتج عام 1994 وبغلت عدد حلقاته 200 حلقة تمت دبلجة المسلسل للغة العربية وعرض على عدة قنوات عربية .